# Juan Ventura Morales
Don Juan Ventura Morales, appelé aussi Juan Bonaventure Morales, haut fonctionnaire et spéculateur foncier, était l'intendant espagnol à l'époque de la Zone franche de la Nouvelle-Orléans et de la vente de la Louisiane.
Il commença sa carrière par un poste de magistrat élu par ses pairs en 1791. Il servit ensuite pour deux mandats de trois dans comme intendant espagnol de la Louisiane.
Juan Ventura Morales se fit connaître au tout début de la Zone franche de la Nouvelle-Orléans système imaginé par l'administration espagnole de la Louisiane pour inciter au développement économique de la vallée du Mississippi, qui a déclenché  polémique enflammée, avant et après 1800. et eut pour habitude de dire que les «colonies n'étaient utiles que sous le régime prohibitif, et que si les denrées reçues en transit n'étaient pas assujetties aux droits d'entrée et de sortie, cette indulgence aurait tous les mauvais effets d'une contrebande autorisée».
Le projet de zone franche devint stratégique, car l'histoire de la culture du coton est révolutionnée par la spéculation foncière dans le Natchez District, région de petites collines entourant le Mississippi à 400 kilomètres au nord de La Nouvelle-Orléans, jugée idéale pour cultiver le coton. En 1795, Thomas Pinckney, l'ambassadeur américain en Grande-Bretagne est envoyé en 1795 à la cour de Madrid pour négocier le traité de Madrid (1795), qui permet aux États-Unis de récupérer l'administration du Mississippi au nord du Natchez District, tout en assurant aux marchands le droit de stocker leurs produits à La Nouvelle-Orléans, en franchise partielle de taxes. Mais les espagnols espèrent bien obtenir des retombées fiscales de l'abandon du Natchez District à la colonisation américaine : la zone franche reste soumise à interprétation.
Le 12 avril 1798, il accepte de supprimer cependant toute taxations sur les bateaux, qu'ils soient espagnols ou américains, mais seul le négociant américain Daniel Clark en profite au premier abord. À partir de 1799, l'administration espagnole lui donne le droit de partager avec le gouverneur de La Nouvelle-Orléans le droit d'accorder des dons de terre, mais il décida qu'il était le seul à pouvoir l'exercer, même si le tribunal de La Nouvelle-Orléans ne confirma pas ce droit.
Le Traité de San Ildefonso (1800), imposé secrètement à l'Espagne par la France, sous la pression de Napoléon Bonaparte, complique la situation, car des rumeurs permettent de deviner sa signature le 1er octobre 1800, juste avant l'élection présidentielle, diminuant encore la popularité du fédéraliste Thomas Pinckney : son traité de 1795 est dévalué, car que les français vont-ils en faire ?
Le 1er octobre 1802, Juan Ventura Morales, déclare son intention de suspendre la zone franche. L'ambassadeur de France à Washington Louis-André Pichon (1771-1850) écrit au gouvernement américain pour tenter de le rassurer. Le 16 juin, l'intendant espagnol confirme que la zone franche est suspendue. Cette décision déclenche la colère des colons, puis des campagnes de presse enflammées
Cette mesure répandit une grande consternation parmi les habitants et cultivateurs américains des contrées de l'Ouest. De tous les côtés arrivèrent au congrès des griefs et des plaintes. L'inquiétude redoubla aussitôt que les pétitionnaires eurent reçu la nouvelle de la cession faite à la France, et suivant l'opinion généralement répandue, la suspension n'avait lieu qu'à la demande de cette puissance.
Daniel Clark, négociant américain basé dans le Natchez District, tenta de prendre la défense de son ami Juan Ventura Morales, en expliquant dans une lettre au secrétaire d'État et député républicain de la Virginie James Madison qu'il n'a pu prendre une pareille décision qu'en répercutant une directive de la couronne d'Espagne. Pourtant, l'ambassadeur d'Espagne à Washington le dément, l'intendant espagnol n'a pas répondu aux injonctions lui demandant de changer d'avis.
Deux ans plus tard, Daniel Clark et Juan Ventura Morales se retrouvent associés dans les spéculations foncières en Floride occidentale, dont le passage sous contrôle américain sera la conséquence logique de la vente de la Louisiane.